# AMX Index
De AMX Index (afgeleid van Amsterdam Midkap Index) is de aandelenindex van de Amsterdamse effectenbeurs die de middelgrote aandelen vertegenwoordigt. De AMX bestaat sinds 1995.

## Opgenomen bedrijven - herziening indexsamenstelling
De grootste en meest verhandelde aandelen van de Amsterdamse beurs zijn opgenomen in de AEX, de 25 aandelen die daarna de grootste zijn worden opgenomen in de AMX. Dit zijn dus naar grootte de nummers 26 tot en met 50. De vijfentwintig aandelen daarna zitten in de AScX Index. Het belangrijkste criterium om opgenomen te worden in de AMX is de verhandelde omzet in een beursfonds. De uiteindelijke weging in de index zelf komt tot stand op basis van marktkapitalisatie, de beurswaarde van de onderneming. Bij het vaststellen van de index wordt een maximale weging van 15% per beursfonds aangehouden. 
De index wordt jaarlijks vastgesteld, de eerste effectieve handelsdag na een verandering is de derde vrijdag van maart. Tussentijds, in juni, september en december kan de index ook worden aangepast, dan geldt ook dat deze wijzigingen ingaan op de derde vrijdag van die maand.
Bij elke herziening wordt een nieuw mandje van aandelen bepaald, waarbij voor elk fonds opnieuw een wegingsfactor wordt vastgesteld. Deze wegingsfactor wordt zoveel als mogelijk op gehele getallen afgerond. Deze aantallen worden zo gekozen dat hun waarde op dat moment zo veel mogelijk in verhouding tot de bovengenoemde weging is, en tevens zo dat de waarde van het mandje door de herziening nauwelijks verandert.

## Berekening AMX
Elk fonds van de index heeft een eigen wegingsfactor. De vijfentwintig fondsen worden vermenigvuldigd met hun wegingsfactor, bij elkaar opgeteld en ten slotte gedeeld door 100 om de AMX uit te rekenen. Bij bijzondere situaties zoals een aandelensplitsing worden de wegingsfactoren tussentijds aangepast.

## Samenstelling AMX
De exacte weging van de index verandert dagelijks, omdat bijvoorbeeld sterk gestegen aandelen aan wegingspercentage winnen. Herweging vindt tweemaal per jaar plaats na de eerste handelsdag van maart en van september, en in het geval van het verdwijnen van aandelen van de beurs (overname, faillissement) of het uitkeren van superdividend zullen er kleine aanpassingen gemaakt worden. Standaard telt de AMX-index 25 aandelen. 
Samenstelling 10 juli 2025:
| Company                   | Sector                        | Ticker symbol |
| ------------------------- | ----------------------------- | ------------- |
| Aalberts                  | Technologie                   | AALB          |
| Air France-KLM            | Vliegmaatschappij             | AF            |
| Allfunds                  | Financiële dienstverlener     | ALLFG         |
| Aperam                    | Roestvaststaalproducent       | APAM          |
| Arcadis                   | Advies- en ingenieursdiensten | ARCAD         |
| BAM Groep                 | Bouwbedrijf                   | BAMNB         |
| Basic-Fit                 | Sportscholen                  | BFIT          |
| Corbion                   | Voedingsindustrie             | CRBN          |
| CTP                       | Vastgoed                      | CTPNV         |
| CVC Capital               | Investeringsmaatschappij      | CVC           |
| Eurocommercial Properties | Vastgoed                      | ECMPA         |
| Fagron                    | Farmacie                      | FAGR          |
| Fugro                     | Bodemonderzoeksbureau         | FUR           |
| Galapagos                 | Farmacie                      | GLPG          |
| Heijmans                  | Bouwbedrijf                   | HEIJM         |
| InPost                    | Pakketbezorger                | INPST         |
| JDE Peet's                | Koffie en thee                | JDEP          |
| Just Eat Takeaway         | Maaltijdbezorging             | TKWY          |
| OCI                       | Chemicaliën                   | OCI           |
| SBM Offshore              | Olie installaties             | SBMO          |
| Signify                   | Verlichting                   | LIGHT         |
| TKH Group                 | Kabelproductie                | TWEKA         |
| Van Lanschot Kempen       | Financiële dienstverlener     | VLK           |
| Vopak                     | Logistieke dienstverlener     | VPK           |
| WDP                       | Logistiek vastgoed            | WDP           |

## Opties en futures
In maart resp. april 2012 werden futures en opties op de AMX Index gelanceerd. De futures hadden als code FMX en de opties AMX. Deze derivaten werden later echter opgeheven wegens gebrek aan belangstelling van handelaren en beleggers.